# Uzunkaya
Uzunkaya (türkisch für langer Felsen), (kurdisch Biloka) ist ein größtenteils verfallenes Dorf im Landkreis Kızıltepe der türkischen Provinz Mardin. Uzunkaya liegt in Südostanatolien auf 760 m über dem Meeresspiegel, ca. 12 km nördlich von Kızıltepe.
Der ursprüngliche Name der Ortschaft lautet Beloka. Dieser Name ist beim Grundbuchamt registriert.
1985 lebten 360 Menschen in Uzunkaya. 2009 hatte die Ortschaft 102 Einwohner.